# Стрелба по Парламент Хил през 2014 г.
Стрелбата по Парламент Хил в Отава, Канада става на 22 октомври 2014 г.
Започва малко преди 10:00 EDT, когато ефрейтор от канадската армия на церемониален пост като почетен караул на канадския Национален военен мемориал, е прострелян смъртоносно. Допълнително инцидент със стрелба има и в централния блок на Парламент Хил (Парламентарния хълм).
Майкъл Зехаф-Бибо (Michael Zehaf-Bibeau) от Квебек е обявен за заподозрян. Смята се, че е приел исляма.
Атаката идва 2 дни, след като 2 канадски войници са прегазени с кола от Мартин Кутюр-Руло (Martin Couture-Rouleau), също приел исляма канадец от Квебек, и симпатизант на „Ислямска държава“, което води до смъртта на единия войник.
След тези инциденти Канада вдига временно нивото си за терористична заплаха от ниско до средно.